# サッカーにおけるドイツとイタリアのライバル対決
この項では、サッカードイツ代表とサッカーイタリア代表のライバル対決について述べる。両代表は世界において有数の強豪国として知られており、両チームの間には長きにわたるライバル関係が存在している。21回開催されたFIFAワールドカップの歴史においてこの2チームは14回決勝に進出し、両者を合わせてFIFAワールドカップ優勝回数8回を誇る。両者はワールドカップにおいて5回対戦し、そのどれもがFIFAワールドカップの歴史を形作ってきた。ドイツ語でJahrhundertspiel (世紀の試合)と呼ばれる1970 FIFAワールドカップ準決勝の試合は延長戦において点を取り合う「死闘」を展開し (4-3でイタリアが勝利)、試合が行われたメキシコシティのエスタディオ・アステカには入口に記念の額が飾られている。
両者の対決における成績ではイタリアが優勢で、35試合で15勝8敗12分の成績を残している。

## 試合の一覧
| 試合数 | 日時           | 場所                     | 大会                   | 試合              | 結果               |
| 01     | 1923年1月1日   | ミラノ                   | 親善試合               | イタリア - ドイツ | 3 – 1              |
| 02     | 1924年11月23日 | デュースブルク           | 親善試合               | ドイツ - イタリア | 0 – 1              |
| 03     | 1929年4月28日  | トリノ                   | 親善試合               | イタリア - ドイツ | 1 - 2              |
| 04     | 1930年3月2日   | フランクフルト           | 親善試合               | ドイツ - イタリア | 0 – 2              |
| 05     | 1933年1月1日   | ボローニャ               | 親善試合               | イタリア - ドイツ | 3 - 1              |
| 06     | 1936年11月15日 | ベルリン                 | 親善試合               | ドイツ - イタリア | 1 – 1              |
| 07     | 1939年3月26日  | フィレンツェ             | 親善試合               | イタリア - ドイツ | 3 - 2              |
| 08     | 1939年11月26日 | ベルリン                 | 親善試合               | ドイツ - イタリア | 5 – 2              |
| 09     | 1940年5月5日   | ミラノ                   | 親善試合               | イタリア - ドイツ | 3 - 2              |
| 10     | 1955年3月30日  | シュトゥットガルト       | 親善試合               | ドイツ - イタリア | 1 – 2              |
| 11     | 1955年12月18日 | ローマ                   | 親善試合               | イタリア - ドイツ | 2 - 1              |
| 12     | 1962年5月31日  | サンティアゴ             | FIFAワールドカップ     | イタリア - ドイツ | 0 - 0              |
| 13     | 1965年3月13日  | ハンブルク               | 親善試合               | ドイツ - イタリア | 1 – 1              |
| 14     | 1970年6月17日  | メキシコシティ           | FIFAワールドカップ     | イタリア - ドイツ | 4 - 3              |
| 15     | 1974年2月26日  | ローマ                   | 親善試合               | イタリア - ドイツ | 0 - 0              |
| 16     | 1977年10月8日  | ベルリン                 | 親善試合               | ドイツ - イタリア | 2 – 1              |
| 17     | 1978年6月14日  | ブエノスアイレス         | FIFAワールドカップ     | イタリア - ドイツ | 0 - 0              |
| 18     | 1982年7月11日  | マドリード               | FIFAワールドカップ     | イタリア - ドイツ | 3 - 1              |
| 19     | 1984年5月22日  | ベルリン                 | 親善試合               | ドイツ - イタリア | 1 – 0              |
| 20     | 1986年2月5日   | アヴェッリーノ           | 親善試合               | イタリア - ドイツ | 1 - 2              |
| 21     | 1987年4月18日  | ケルン                   | 親善試合               | ドイツ - イタリア | 0 – 0              |
| 22     | 1988年6月10日  | デュッセルドルフ         | UEFA EURO              | ドイツ - イタリア | 1 – 1              |
| 23     | 1992年3月25日  | トリノ                   | 親善試合               | イタリア - ドイツ | 1 - 0              |
| 24     | 1994年3月23日  | シュトゥットガルト       | 親善試合               | ドイツ - イタリア | 2 – 1              |
| 25     | 1995年6月21日  | チューリッヒ             | 親善試合               | ドイツ - イタリア | 2 – 0              |
| 26     | 1996年6月19日  | マンチェスター           | UEFA EURO              | ドイツ - イタリア | 0 – 0              |
| 27     | 2003年8月20日  | シュトゥットガルト       | 親善試合               | ドイツ - イタリア | 0 - 1              |
| 28     | 2006年3月1日   | フィレンツェ             | 親善試合               | イタリア - ドイツ | 4 - 1              |
| 29     | 2006年7月4日   | ドルトムント             | FIFAワールドカップ     | イタリア - ドイツ | 2 - 0              |
| 30     | 2011年2月9日   | ドルトムント             | 親善試合               | ドイツ - イタリア | 1 – 1              |
| 31     | 2012年6月28日  | ワルシャワ               | UEFA EURO              | ドイツ - イタリア | 1 – 2              |
| 32     | 2013年11月15日 | ミラノ                   | 親善試合               | イタリア - ドイツ | 1 – 1              |
| 33     | 2016年3月29日  | ミュンヘン               | 親善試合               | ドイツ - イタリア | 4 – 1              |
| 34     | 2016年7月3日   | ボルドー                 | UEFA EURO              | ドイツ - イタリア | 1– 1aet (PK 6 - 5) |
| 35     | 2016年11月15日 | ミラノ                   | 親善試合               | イタリア - ドイツ | 0 – 0              |
| 36     | 2022年6月4日   | ボローニャ               | UEFAネーションズリーグ | イタリア - ドイツ | 1 – 1              |
| 37     | 2022年6月14日  | メンヒェングラートバッハ | UEFAネーションズリーグ | ドイツ - イタリア | 5 – 2              |

## 主要国際大会

### 2006 FIFAワールドカップ
2006 FIFAワールドカップ準決勝において、ドイツとイタリアはドルトムントのヴェストファーレンシュタディオンにて試合を行った。7月4日に行われた試合には65,000人の観衆が詰めかけた。ファビオ・グロッソとアレッサンドロ・デル・ピエロのゴールによりイタリアはドイツを延長戦の末に下して決勝に駒を進め、この大会で優勝を飾った。アンドレア・ピルロはこの試合の最優秀選手に輝いた。ドイツはこれまでヴェストファーレンシュタディオンにおいて敗れたことがなかったが、これが初めての敗戦となった。
ドイツが敗北を喫した要因としてそれまでチームの中心的な役割を果たしていたMFトルステン・フリンクスの欠場が大きかったと分析されている。ドイツはアルゼンチンをPK戦の末に破っており、この試合後両チームの選手間で乱闘が起きていた。FIFAは既にドイツ代表選手の調査は終わったと公表し、アルゼンチン代表の選手が乱闘の原因を作ったとして罰則を適用していた。しかし、イタリアメディアはFIFAに対しフリンクスがアルゼンチン代表FWフリオ・クルスを殴っている様子を写した動画を送付し、FIFAの規律委員会は動画を検証した後、フリンクスに対し2試合の出場停止を命じた。しかしその後、クルスはフリンクスが自分を殴ったりはしていないと発言している。この決定により、フリンクスは準決勝の試合に出場することは不可能になった。フリンクスはこの決定を非難し、インタヴューに対して次のように答えている。「これはすべて政治的な問題だ。アルゼンチン代表選手が自分たちを攻撃してきたから、私は自分を守り、イタリア人はFIFAに働きかけを行った。この出場停止処分で、FIFAは単に開催国ドイツに対しても特別な扱いはしないと示したいだけなんだ。」

### UEFA EURO 2012
イタリアとドイツは2012年6月28日にワルシャワ国立競技場で行われたUEFA EURO 2012の準決勝でも対決した。試合に先立って、ドイツはUEFA EURO 2012予選や本戦などの公式戦15連勝の新記録を更新していた。一方、イタリアは大会において1勝3分とあまり振るわなかった。
20分、イタリア代表FWマリオ・バロテッリがアントニオ・カッサーノからのチップクロスを決めて1点を挙げる。36分には再びバロテッリが得点を挙げ、点差を2点に広げた。
後半に入り、ドイツはイタリアのゴールへと迫るが、イタリアの守備陣やGKジャンルイジ・ブッフォンの見事なセーブにあい得点することができない。
2分のアディショナルタイムの間に、イタリアのDFフェデリコ・バルザレッティがペナルティーエリア内において手でボールに触れてしまいドイツにPKが与えられた。これをメスト・エジルが決めて1点差としたが、その直後に試合が終了し2-1でイタリアが決勝に進出した。2006 FIFAワールドカップの時と同じく、アンドレア・ピルロが試合の最優秀選手に選出された。

### UEFA EURO 2016
ドイツは主要国際大会のFIFAワールドカップ、UEFA EUROにおいてイタリアに勝ったことがなかったが本大会の準々決勝において延長戦の末のPK戦で勝利した。

## 統計

### 全体
- 試合数: 37
- ドイツ勝利: 9
- 引分: 13
- イタリア勝利: 15